# Al-Alamajn (Syria)
Al-Alamajn (arab. ‏العلمين‎) – miejscowość w Syrii, w muhafazie Hama. W 2004 roku liczyła 1081 mieszkańców.